# 地域支援型農業
地域支援型農業（ちいきしえんがたのうぎょう英語: Community-supported agriculture）とは、地域社会に根差した形態の農業。

## 概要
従来の農業は経済効率を優先するあまり、プランテーション等で地域の実情に適さない商品作物の栽培などが横行していた。そこでは化学肥料や農薬が大量に使用され、地域の生態系や環境への悪影響が懸念されていた。それらを改善する取り組みが世界各地で実施されており、徐々に広がりつつある。これまで消費するだけだった消費者が農作業や出荷作業などの農場運営に参加する特徴を有するだけでなく、リスクシェアリングパートナーとして生産者と消費者が経営リスクを共有し、信頼に基づく対等な関係によって成立する。

## 歴史
1980年代にアメリカで始まり、近年の各国における反グローバリゼーションの高まりと共に徐々に世界中に浸透しつつある。

## 長所と短所

### 長所
- 地元で生産された食材を新鮮なうちに食べられる
- 輸送に伴う二酸化炭素の発生を減らす等の環境負荷の低減(フードマイレージ)
- 地域経済の活性化

### 短所
- 穀物等は大規模な海外の産地と比較して規模の経済の恩恵を受けれられず、購入者の負担が増える
- 経済的合理性を欠く事例もある
- 売れ残った場合の消費が見つかりにくい
- 天候不順等で予定通りの収穫が得られるとは限らず、需要と供給のバランスが一致するとは限らない
- 作付けできる作物は地域の気候や環境や生産者の意向によって決まるため、食の多様性が損なわれる懸念がある。

## 書籍
- 共生と提携のコミュニティ農業へ ISBN 4883402762